# 하근찬
하근찬(河瑾燦, 1931년 10월 21일 ~ 2007년 11월 25일)은 한국의 소설가이다.

## 생애
1931년 10월 21일 경상북도 영천에서 태어났다. 전주사범학교를 재학 중이던 1945년 교원 시험에 합격하여 1954년까지 초등학교 교사로 학생들을 가르쳤다. 1954년 부산 동아대학교 토목과에 입하였으나 1957년 중퇴하였다. 1957년 한국일보 신춘 문예에 단편 《수난이대》가 당선됨으로써 문단에 등장했다. 그의 작품은 역사적 현실에 대한 투철한 작가 정신이 작용하여 1960년대 이후 몇 편의 문제작을 내었다. 1959년 교육주보, 교육자료사 기자를 지냈다. 주요 단편으로 《수난이대》 《나룻배 이야기》 《흰 종이 수염》 《왕릉(王陵)과 주둔군》 《삼각의 집》 등이 있다. 한국경제신문에 "금병매"를 연재하기도 했으며, 시련과 애환을 해학적으로 표현한 소설을 많이 썼다. 2007년 11월 25일 밤 10시에 안양시 평촌 한림대학교성심병원에서 노환으로 인해 향년 77세로 세상을 떠났다. 
그 밖에 주요 작품으로는 장편 「남한산성」(1979), 「월례는 본래 그런 여자가 아니었습니다-월례소전」(1981), 「산에 들에」(1984) 등과 중편 「기울어지는 강」(1972)과 「직녀기」(1973) 및 단편 「왕릉과 주둔군」(1963), 「일본도」(1971), 「임진강 오리떼」(1976) 등이 있다.

## 학력
- 전라북도 전주사범학교 졸업
- 동아대학교 토목학과 중퇴

## 상훈과 추모
- 1970년 제7회 한국문학상
- 1983년 제2회 조연현문학상
- 1984년 제1회 요산문학상
- 1989년 제6회 류주현문학상
- 1999년 보관문화훈장

## 비학위 수료
- 부산대학교 교육대학원 교육정책과정 수료